# Архијерејско намесништво власотиначко
Архијерејско намесништво власотиначко сачињава одређени број црквених општина и парохија Српске православане цркве у Епархији нишкој, под надзором архијерејског намесника са седиштем у Власотинцу у храму Силаска Светога Духа на апостоле, у општини Власотинце у Јабланичком округу.
Намесништво опслужује вернике из Власотица, Предејана, Грделице и околних села, и у свом саставу има - сакралне објеката изграђена у периоду од 19 до 21. века. У последњих двадесет година цркве намесништва доведене су у функционално стање неопходно за Богослужење верујућег народа.
У саставу Архијерејског намесништва Власотиначког је 7 парохија са 12 храмова.

## Парохије, седиште и области
| Парохија             | Седиште парохије                                      | Области |
| -------------------- | ----------------------------------------------------- | --- |
| Прва власотиначка    | Предејане Храм Светог архистратига Гаврила            | - Део Власотинца - Села — Прилепац, Гложане, Брезовица. |
| Друга власотиначка   | Предејане Храм Светог архистратига Гаврила            | - Део Власотинца - Села — Орашје, Кукавица, Ладовица. |
| Трећа власотиначка   | Предејане Храм Светог архистратига Гаврила            | - Део Власотинца - Села — Батуловце, Манастириште, Крушевица, Бољаре, Црнатово, Црна Бара, Равни Дел, Дејане, Црвена Јабука, Радосињ, Раков До, Добровиш, Криви Дел, Градско, Кална, Велико Боњинце, Модра Стена, Свође, Завидинце, Борин До, Алексине, Пржоине, Јаковљево. |
| Четврта власотиначка | Предејане Храм Светог архистратига Гаврила            | - Део Власотинца - Села — Козаре, Дадинце, Јастребац, Самарница, Лопушња, Црна Трава, Златанце, Гаре, Брод, Добро Поље, Дарковце, Рупље. |
| Грделичка            | Грделица Храм Рођења Светог Јована Крститеља          | - Грделица - Села — Тупаловце, Сејаница, Дедина, Бара, Село Грделица. |
| Копаоничка           | Конопница Храм Успења Пресвете Богородице у Конопници | - Села — Конопница, Стајковце, Рајно Поље, Шишава, Средор, Ломница. |
| Предејанска          | Предејане Храм Светог архистратига Гаврила            | - Села — Предејане, Палојце, Личин До, Крпејце, Бричевље, Сушевље, Гариње, Копитарце, Љутеж, Рупље, Црвени Брег, Мрковица, Млачиште, Бајинце, Пажар, Рајчетина, Павличине, Банковци, део Новог Села (општина Црна Трава).                                                   |

## Храмови у парохијама
| Парохија            | Седиште парохије | Храмови |
| ------------------- | ---------------- | --- |
| Четири власотиначке | Власотинце       | Храм Силаска Светог Духа на Апостоле у Власотинцу - Храм Светог архангела Гаврила у Крушевици - Храм Светих цара Константина и царице Јелене у Црвеној Јабуци - Храм Светих апостола Петра и Павла у Раковом Долу - Храм Светог великомученика Димитрија у Добровишу - Храм Светог Николаја у Великом Боњинцу - Храм Обновљења храма светог Великомученика Георгија у Завидинцима - Храм Светог Николаја у Козару. |
| Конопничка          | Власотинце       | Црква Успења Пресвете Богородице у Конопници. |
| Грделичка           | Грделица         | Храм Рођења Светог Јована Крститеља у Грделици - |
| Предејанска         | Предејане        | Храм Светог архистратига Гаврила у Предејану - Храм Светог архистратига Гаврила у Рупљу. |

## Галерија
- Храмови у намесништву
- Храм Светог архангела Гаврила у Крушевици
- Храм Силаска Светог Духа на Апостоле у Власотинцу
- Храм Светог Николаја у Великом Боњинцу